# Masakra w Tsuyama
Masakra w Tsuyama – strzelanina, do której doszło 21 maja 1938 roku na osiedlu (obecnie oddzielnej miejscowości) Kamo w mieście Tsuyama w Japonii. W masakrze zginęło 31 osób i była to wówczas najkrwawsza tego rodzaju zbrodnia w historii Japonii i jedna z najkrwawszych odnotowanych tego rodzaju strzelanin w tamtych czasach na świecie.

## Przebieg i motywy sprawcy
Toi zaczął zbrodnię od zdekapitowania własnej babci za pomocą siekiery. Następnie, uzbrojony w strzelbę, siekierę i katanę, zaczął chodzić po domach okolicznych mieszkańców i, po otwarciu drzwi przez tam obecnych, rozstrzeliwał całe rodziny. Zbrodnia trwała ponad godzinę, po czym Toi popełnił samobójstwo przez strzelenie sobie w klatkę piersiową. Wcześniej, przed zamachem, odciął miasto od zasilania elektrycznego poprzez przecięcie linii wysokiego napięcia. W notatce samobójczej wyjaśnił, że motywem jego działań była zemsta za odrzucenie społeczne i seksualne z powodu wielu rozwijających się u niego chorób; wyjaśnił też, że zadźgał własną babcię, żeby oszczędzić jej cierpienia z powodu stygmatyzacji przez bycie postrzeganą jako babcia zbrodniarza po jego zbrodni.